# Ford 999
La Ford 999 è stata una automobile da record di velocità e da competizione costruita da Henry Ford nel 1902. Conquistò il record di velocità terrestre nel 1904.

## Il contesto
Henry Ford si interessò presto alle competizioni automobilistiche costruendo e guidando una vettura da 26 hp nel 1901 vincendo la sfida con Alexander Winton, fondatore della Winton Motor Carriage Company. Nel 1902, in seguito a questo successo nonché per i disaccordi della società con Henry Leland che nello stesso anno fondò la Cadillac, Ford decise di iniziare una propria attività con la Henry Ford Company.
L'interesse per le corse e con l'intenzione di dare risonanza alla neonata società Ford decise di costruire due vetture da competizione, praticamenete uguali, una verniciata di rosso, la "999" e una di giallo, chiamata "Arrow". Pilotate da Barney Oldfield e Frank Day ottennero buoni risultati in diverse gare tra il 1902 e il 1903 quando la Arrow andò quasi distrutta provocando la morte di Day.
Ford recuperò quanto restava della Arrow e delle due vetture ne fece una, denominata new 999 o Red Devil e destinata alla conquista del record di velocità. La sigla "999" derivava dall'Empire State Express No. 999, un treno trainato da una locomotiva a vapore divenuto celebre all'epoca per essere stato il primo veicolo su ruote a superare le 100 miglia orarie.

## Caratteristiche tecniche
La 999 era una vettura estremamente semplice, praticamente solo un robusto telaio senza carrozzeria e con un grosso e possente motore, con l'unico scopo di essere veloce e dimostrare le potenzialità della marca.
Il motore era un 4 cilindri in linea con alesaggio di 184,15 mm (7,25") e corsa di 177,8 mm (7") per una cilindrata di 18930 cm³ (1155,3 c.i.) per una potenza stimata tra i 60 e (più probabilmente) gli 80 hp. Il regime di rotazione del motore era di soli 800/850 giri al minuto e con un grosso volano di 60 cm di diametro per 110 kg di peso permetteva alla vettura di viaggiare sempre in presa diretta, senza cambio. La rudimentale frizione era costituita da due blocchi di legno all'interno del volano. Era anche sprovvista di differenziale, la trasmissione era alle ruote posteriori tramite due ingranaggi conici di eguale diametro sul secondo dei quali era applicato l'unico freno a nastro. Il telaio era in longheroni di legno rinforzato con traverse in metallo ed aveva sospensioni a balestra solo all'avantreno mentre l'asse posteriore era fisso, montato direttamente sui longheroni del telaio. Il pilota sedeva dietro al motore con le gambe sopra al volano guidando la vettura con uno sterzo a barra. Le ruote a raggi montavano gomme da 5 x 27 pollici.

## Il record
Pilotata dallo stesso Henry Ford la 999 conquistò il record di velocità il 12 gennaio 1904 sul lago ghiacciato di St. Clair, vicino a Detroit, facendo registrare sul miglio lanciato una velocità di 91,37 miglia orarie, ovvero 147,05 km/h battendo il record di 136 km/h di due mesi prima della francese Gobron Brillié che se lo riprese dopo soli altri due mesi a Nizza a 152 km/h ma l'exploit in terra americana aveva raggiunto lo scopo di dare grande notorietà al marchio Ford.
La 999 restaurata al suo stato originale nel 1966 è conservata al Henry Ford Museum a Dearborn, città natale di Ford, in Michigan.